# Zeichenbock

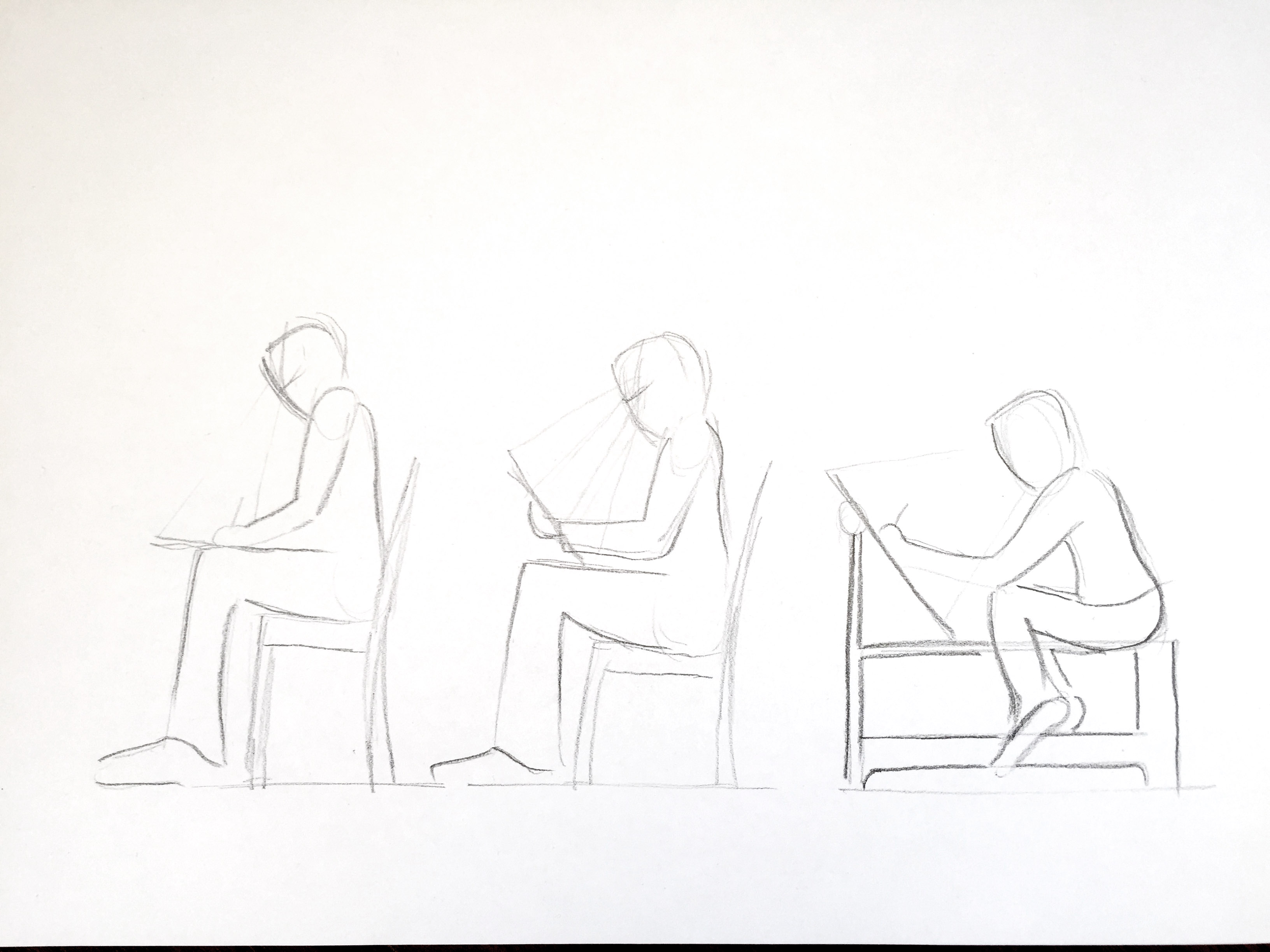
Die Unterart der klassischen Staffelei zum Aktzeichnen.

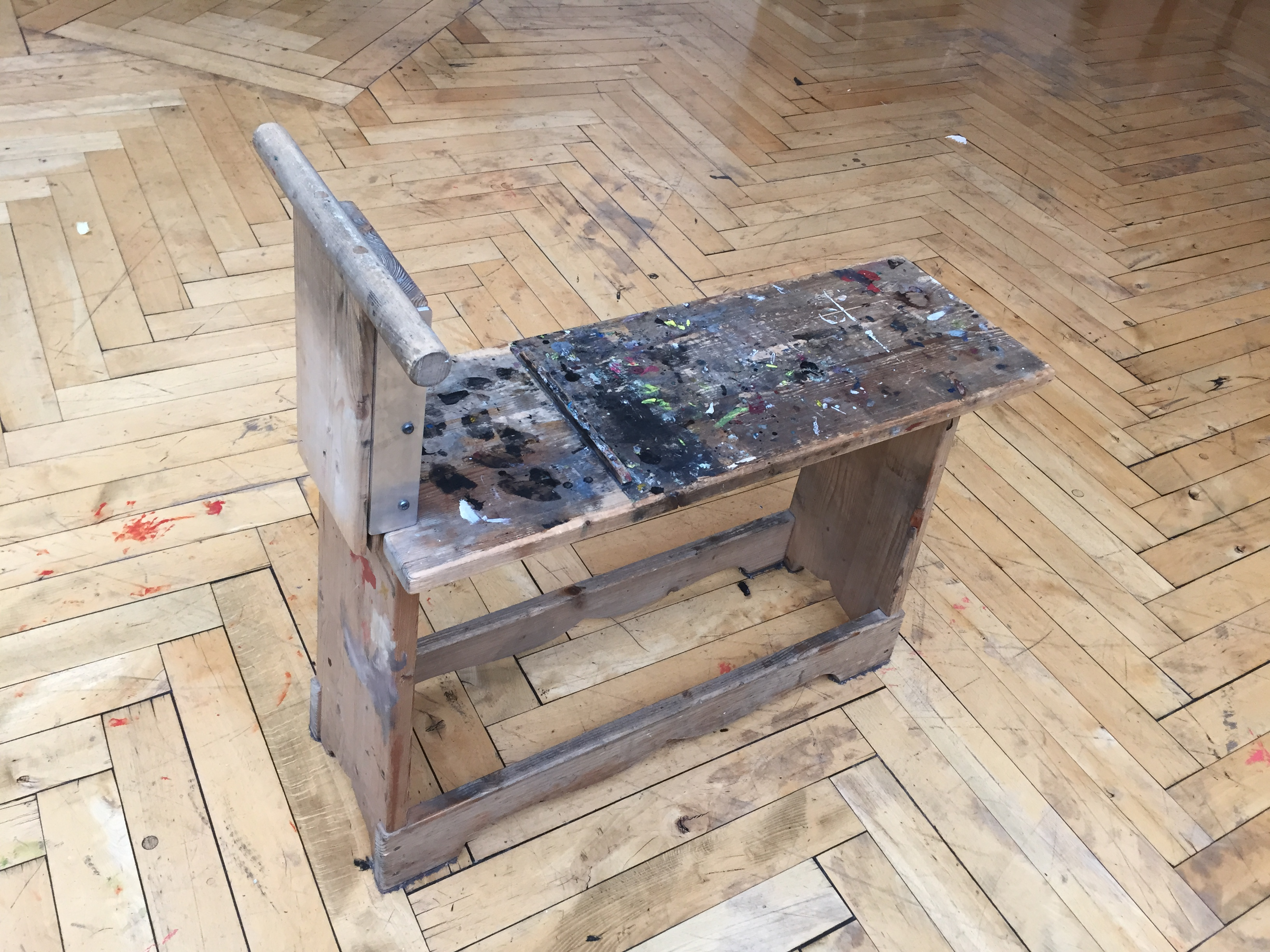
Zeichnungsbock, gesehen an der HSLU in Luzern

Ein hölzerner Zeichenbock  ist eine Unterart einer Staffelei. Speziell in Kunstschulen kommt dieser Zeichensitz beim Aktzeichnen zur Anwendung.
Ergänzt wird der Holzsitz mit einem Zeichenbrett. Das Brett ist höhenverstellbar. Auf diese Weise hat der Gestalter eine entspannte 90° Aufsicht auf das Blatt und freie Sicht auf das Aktmodell.